# Aphis franzi
Aphis franzi är en insektsart. Aphis franzi ingår i släktet Aphis och familjen långrörsbladlöss. Inga underarter finns listade i Catalogue of Life.